# George Timotheou
George Christos Timotheou (* 29. Juli 1997 in Canberra) ist ein australischer Fußballspieler, der auch die griechische Staatsbürgerschaft hat. Der Innenverteidiger steht seit Juli 2019 bei der SV Zulte Waregem unter Vertrag.

## Karriere

### Verein
Timotheou kam aus der Jugend des Sydney FC 2015 zu Blacktown City FC, ging jedoch nach einem Jahr zurück zu seinem Jugendverein. 2017 schloss er sich dem Lokalrivalen Sydney Olympic an, ehe er wiederum ein Jahr später nach Deutschland zum FC Schalke 04 wechselte. Hier spielte er in der Oberliga Westfalen für die zweite Mannschaft der Schalker, die am Saisonende in die Regionalliga aufstieg. Er kam in 23 Saisonspielen zum Einsatz und erzielte zwei Tore. Zum Ende der Saison holte Interimstrainer Huub Stevens ihn in den Bundesligakader. Am letzten Saisonspieltag kam Timotheou beim 0:0 gegen den VfB Stuttgart über 90 Minuten zu seinem ersten Bundesligaeinsatz.
Zur Spielzeit 2019/20 wechselte Timotheou zum belgischen Erstligisten SV Zulte Waregem, bei dem er einen Vertrag mit einer Laufzeit bis zum 30. Juni 2021 mit einer Option auf ein weiteres Jahr erhielt.

### Nationalmannschaft
Timotheou spielte für die australische U-19-Nationalmannschaft.